# Bulbophyllum igneum
Bulbophyllum igneum là một loài phong lan thuộc chi Bulbophyllum.